# Hrabstwo Red River
Hrabstwo Red River – hrabstwo położone w USA, w stanie Teksas. Utworzone w 1837 r. Według danych z 2024 liczy 11,7 tys. mieszkańców. Siedzibą i największym miasteczkiem hrabstwa jest Clarksville. 

Bydło na ranczu w pobliżu Detroit

Północną granicę hrabstwa wyznacza Red River i południową – Sulphur River.

## Gospodarka
54% areału gospodarstw zajmują pastwiska, 26% uprawy i 16% to obszary leśne.
- hodowla brojlerów (22. miejsce w stanie – 2017[4]), bydła i koni[3]
- przemysł drzewny[2]
- produkcja paszy[3]
- przemysł mleczarski[3]
- szkółkarstwo, oraz uprawy orzechów pekan, soi i bawełny[3]
- niewielkie wydobycie ropy naftowej[4]

## Sąsiednie hrabstwa
- Hrabstwo McCurtain, Oklahoma (północ)
- Hrabstwo Bowie (wschód)
- Hrabstwo Morris (południowy wschód)
- Hrabstwo Titus (południe)
- Hrabstwo Franklin (południowy zachód)
- Hrabstwo Delta (południowy zachód)
- Hrabstwo Lamar (zachód)
- Hrabstwo Choctaw, Oklahoma (północny zachód)

Piramida wieku hrabstwa

## Miasta
- Annona
- Avery
- Bogata
- Clarksville
- Detroit

## Demografia
Mieszkańcy deklarują głównie pochodzenie „amerykańskie” (31,9%), afroamerykańskie lub afrykańskie (16,4%), angielskie (9,1%), irlandzkie (7,3%), niemieckie (6,7%) i meksykańskie (6,1%). Biali niebędący Latynosami stanowią łącznie 73,6% populacji (dane z 2023). 

## Religia
Pod względem religijnym większość mieszkańców to protestanci. W 2010 roku 92 osoby było katolikami, a do roku 2020 ich liczba wzrosła do 376.